# X.690
X.690 es un estándar ITU-T que especifica varios formatos de codificación ASN.1:
- Reglas de codificación básicas o Basic Encoding Rules (BER).
- Reglas de codificación canónicas o Canonical Encoding Rules (CER).
- Reglas de codificación distinguidas o Distinguished Encoding Rules (DER).

Las reglas de codificación básicas (BER) fueron las reglas originales diseñadas por el estándar ASN.1 para codificar información abstracta a una corriente de datos concreta.  Las reglas en su conjunto, referidas como una «sintaxis de transferencia» en ASN.1 , especifican las secuencias de octetos exactas que se usan para codificar un elemento de un determinado dato. La sintaxis define elementos tales como: las representaciones para tipos de datos básicos, la estructura de longitud de información y el medio para definir tipos complejos o compuestos basados en tipos más primitivos. La sintaxis BER, junto con los dos subconjuntos de BER (las reglas de codificación canónicas y las reglas de codificación distinguidas), están definidas por el documento del estándar ITU X.690, el cual es parte de la serie de documentos de ASN.1.